# نسر هندي أبيض الظهر
نسر هندي أبيض الظهر (الاسم العلمي: Gyps bengalensis) (بالإنجليزية: White-rumped Vulture)، هو من نسور العالم القديم هو من جنس القشعام و ينتمي إلى الفصيلة البازية .